# ديانا (نيويورك)
ديانا (بالإنجليزية: Diana, New York)‏ هي بلدة أمريكية تقع في الولايات المتحدة في مقاطعة لويس، نيويورك. يقدر عدد سكانها بـ 1,709 نسمة ومساحتها 364.8 كم2 وترتفع عن سطح البحر 266 متر.